# Sparkassen Cup (теніс) 1999
Sparkassen Cup (теніс) 1999 — жіночий тенісний турнір, що проходив на закритих кортах з твердим покриттям у Лейпцигу (Німеччина). Належав до турнірів 2-ї категорії в рамках Туру WTA 1999. Тривав з 1 до 7 листопада 1999. Друга сіяна Наталі Тозья здобула титул в одиночному розряді й отримала 80 тис. доларів США.

## Учасниці

### Сіяні учасниці
| Країна    | Гравчиня         | Рейтинг | Сіяна |
| --------- | ---------------- | ------- | ----- |
| Франція   | Марі П'єрс       | 5       | 1     |
| Франція   | Наталі Тозья     | 7       | 2     |
| Франція   | Жюлі Алар-Декюжі | 9       | 3     |
| Бельгія   | Домінік Ван Рост | 14      | 4     |
| Росія     | Анна Курнікова   | 12      | 5     |
| Іспанія   | Кончіта Мартінес | 15      | 6     |
| Росія     | Олена Лиховцева  | 18      | 7     |
| Німеччина | Анке Губер       | 16      | 8     |

### Інші учасниці
Нижче подано учасниць, що отримали вайлд-кард на вихід в основну сітку:
- Сабін Аппельманс
- Кім Клейстерс
- Сандра Клезель

Нижче наведено учасниць, що отримали вайлдкард на участь в основній сітці в парному розряді:
- Юлія Шруфф /  Лідія Штайнбах

Нижче наведено учасниць, що пробились в основну сітку через стадію кваліфікації в одиночному розряді:
- Тетяна Панова
- Квета Грдлічкова
- Надія Петрова
- Сандра Клейнова

## Фінальна частина

### Одиночний розряд
Наталі Тозья —  Квета Грдлічкова, 6–1, 6–3
- Для Тозья це був 2-й титул WTA за сезон і 6-й - за кар'єру.

### Парний розряд
Марі П'єрс /  Лариса Нейланд —  Олена Лиховцева /  Ай Суґіяма, 6–4, 6–3